# U-233
| U-233                               | U-233                                                                         | U-233                                                                         |
| ----------------------------------- | ----------------------------------------------------------------------------- | ----------------------------------------------------------------------------- |
|                                     |                                                                               |                                                                               |
|                                     |                                                                               |                                                                               |
| U-233 збирається таранити USS Tomas |                                                                               |                                                                               |
| Під прапором                        | Третій рейх                                                                   | Третій рейх                                                                   |
| Спуск на воду                       | 8 травня 1943 року                                                            | 8 травня 1943 року                                                            |
| Виведений зі складу флоту           | 5 липня 1944 року                                                             | 5 липня 1944 року                                                             |
| Сучасний статус                     | затоплений                                                                    | затоплений                                                                    |
| Проєкт                              |                                                                               |                                                                               |
| Тип ПЧ                              | Підводний мінний загороджувач                                                 | Підводний мінний загороджувач                                                 |
| Основні характеристики              |                                                                               |                                                                               |
| Швидкість (надводна)                | 17 вузлів                                                                     | 17 вузлів                                                                     |
| Швидкість (підводна)                | 7 вузлів                                                                      | 7 вузлів                                                                      |
| Гранична глибина занурення          | 220 м                                                                         | 220 м                                                                         |
| Екіпаж                              | 52 особи                                                                      | 52 особи                                                                      |
| Розміри                             |                                                                               |                                                                               |
| Довжина найбільша (по КВЛ)          | 89,8 м                                                                        | 89,8 м                                                                        |
| Ширина корпусу найб.                | 9,2 м                                                                         | 9,2 м                                                                         |
| Висота                              | 10,2 м                                                                        | 10,2 м                                                                        |
| Середня осадка (по КВЛ)             | 4,70 м                                                                        | 4,70 м                                                                        |
| Водотоннажність надводна            | 1763 т                                                                        | 1763 т                                                                        |
| Озброєння                           |                                                                               |                                                                               |
| Артилерія                           | одна палубна гармата калібру 105-мм, одна 37-мм та одна 20-мм зенітна гармата | одна палубна гармата калібру 105-мм, одна 37-мм та одна 20-мм зенітна гармата |
| Торпедно- мінне озброєння           | 2 кормових ТА. 15 торпед або 66 мін                                           | 2 кормових ТА. 15 торпед або 66 мін                                           |

U-233 — німецький підводний човен типу XB, часів  Другої світової війни.
Замовлення на будівництво човна було віддане 7 грудня 1940 року. Човен був закладений на верфі «F. Krupp Germaniawerft AG» у місті Кіль 15 серпня 1941 року під заводським номером 663, спущений на воду 8 травня 1943 року, 22 серпня 1943 року увійшов до складу 4-ї флотилії. За час служби також перебував у складі 12-ї флотилій. Єдиним командиром човна був капітан-лейтенант Ганс Штен.
Човен зробив 1 бойовий похід, у якому не потопив та не пошкодив жодного судна.
5 липня 1944 року потоплений південно-східніше Галіфаксу (42°16′ пн. ш. 59°49′ зх. д. / 42.267° пн. ш. 59.817° зх. д.) тараном, глибинними бомбами та вогнем артилерії американських есмінців «Бейкер» та «Томас». 32 члени екіпажу загинули, 29 врятовано.